# Gruppo della Rocca Bernauda
Il Gruppo della Rocca Bernauda (Massif de la Roche Bernaude in francese) è un gruppo montuoso delle Alpi del Moncenisio nelle Alpi Cozie. Si trova in Francia (dipartimenti delle Alte Alpi e della Savoia) ed in Italia (provincia di Torino). Prende il nome dalla montagna più significativa del gruppo, la Rocca Bernauda.

## Collocazione
Seguendo le definizioni della SOIUSA esso si trova tra il Colle di Valle Stretta ed il Colle del Fréjus.
Nel dettagli, ruotando in senso orario, i limiti geografici sono: Colle di Valle Stretta, Ruisseau du Charmaix, Colle del Fréjus, Bardonecchia, Valle Stretta, Colle di Valle Stretta.

## Classificazione
La SOIUSA definisce il Gruppo della Rocca Bernauda come un gruppo alpino e vi attribuisce la seguente classificazione:
- Grande parte = Alpi Occidentali
- Grande settore = Alpi Sud-occidentali
- Sezione = Alpi Cozie
- Sottosezione = Alpi del Moncenisio
- Supergruppo = Catena Bernauda-Pierre Menue-Ambin
- Gruppo = Gruppo della Rocca Bernauda
- Codice = I/A-4.III-B.4

## Suddivisione
Il gruppo viene suddiviso in due sottogruppi:
- Cresta Bernauda-Re Magi (a)
- Cresta Punta Nera-Grand Argentier (b)

## Montagne
Le montagne principali del gruppo sono:
- Rocca Bernauda - 3.225 m
- Punta Baldassarre - 3.156 m
- Gran Bagna - 3.089 m
- Punta Nera - 3.047 m
- Grand Argentier - 3.042 m
- Punta Melchiorre - 2.952 m
- Punta Gasparre - 2.811 m
- Punta Quattro Sorelle - 2.698 m
- Petit Argentier - 2.572 m